# Жорниська
Жо́рниська — село в Україні, у Яворівському районі Львівської області. Населення становить 358 осіб. Орган місцевого самоврядування — Івано-Франківська селищна рада.

## Історія
У податковому реєстрі 1515 року село згадується як спалене татарами.
У 1854 — 1867 рр. село належало до Янівського повіту, в 1867 — 1944 рр. — до Городоцького повіту, в 1940 — 1941 і 1944 — 1962 рр. — до Янівського району (зокрема була Жорниська сільрада), а з 1963 р. — до Яворівського району.

## Сучасність
Неподалік села у межах природного заповідника «Розточчя» знаходиться ведмежий притулок «Домажир», у якому проходять реабілітацію близько десятка ведмедів, врятованих від жорстокого утримування зі станцій дресування мисливських собак, пересувних зоопарків, цирків, готелів та ресторанів.

## Церква Покрову Пресвятої Богородиці
Найраніше про деревяну церкву в селі написано в акті візитації від 1740 року. Тоді парох мав тут всього 14 родин. У 1811 році церква і з`єднана з нею дзвіниця були оцінені всього на 100 зр.
У 1877 році збудували існуючу сьогодні церкву на місці попередньої з 1692 р.
У 1930 році парох з сусіднього села Домажира мав у Жорниськах 368 вірних. Церква була освячена на Стрітення Господнього. Після відкриття у 1989-1990 рр. переосвячена на Покрова Пресвятої Богородиці. Церква в користуванні громади УГКЦ. В селі триває будова нового мурованого храму.
Стоїть на схилі гори північної околиці села, незначно віддалена від забудови, оточена деревами і кам'яним муром. Тризрубна одноверха будівля, в якої до ширшої квадратової нави зі сходу прилягає вужчий квадратовий вівтар з прибудованою з півдня ризницею, а з заходу - також вужчий бабинець.
На випусти вінців зрубів опирається піддашшя, яке оточує церкву.
Стіни підопасання шальовані вертикально дошками, надопасання - дошками і лиштвами. Бічний вхід існує у південній стіні нави. Церкву завершує на світловому восьмерику шоломова баня, увінчана хрестом на підхрестовому яблуці.
Дзвіниця збудована у 1880 році не існує. Замість неї поставили металеві опори накриті пірамідальним дашком, під яким висить дзвін.

## Галерея

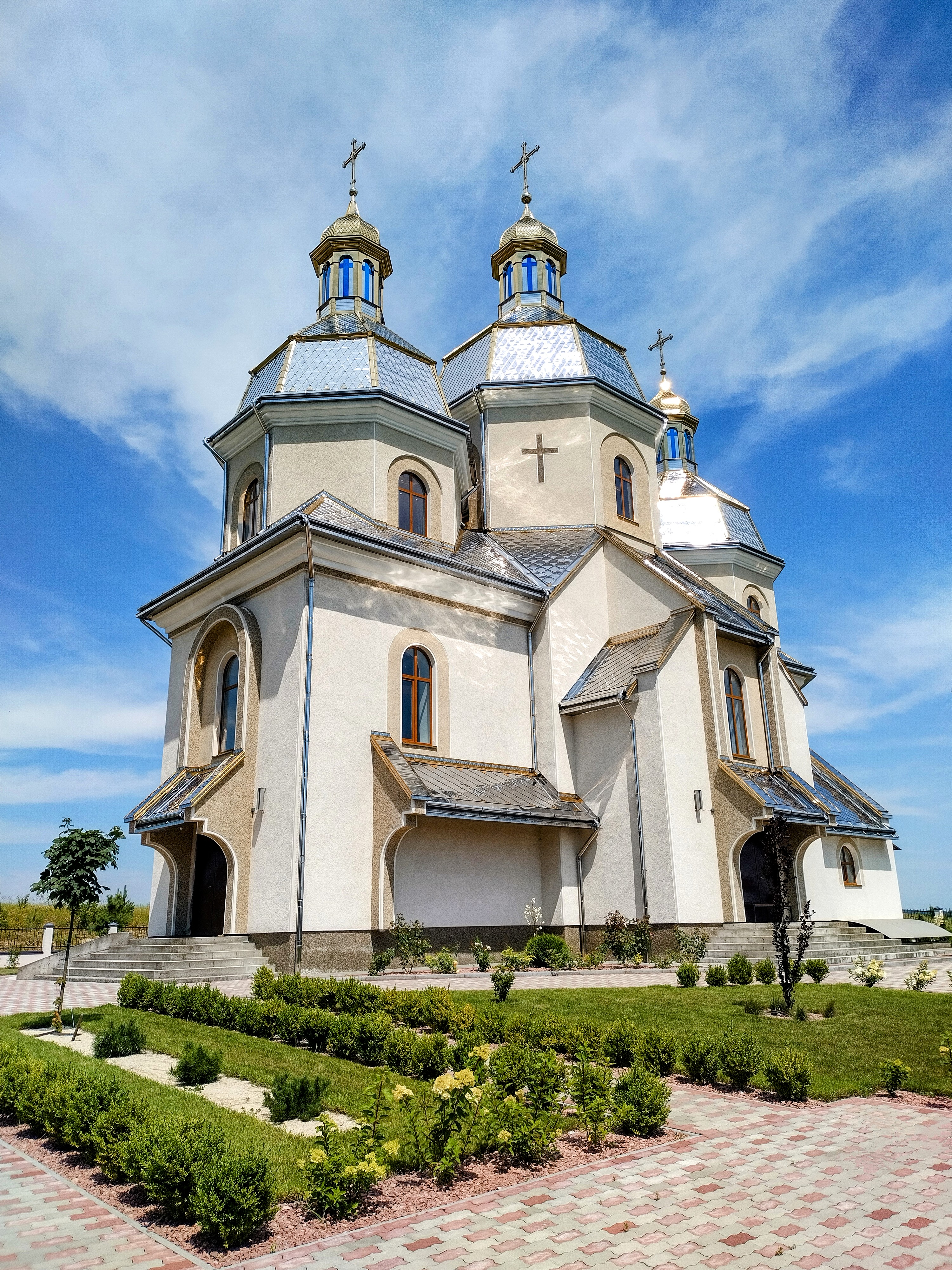
Мурована церква Покрову Пресвятої Богородиці
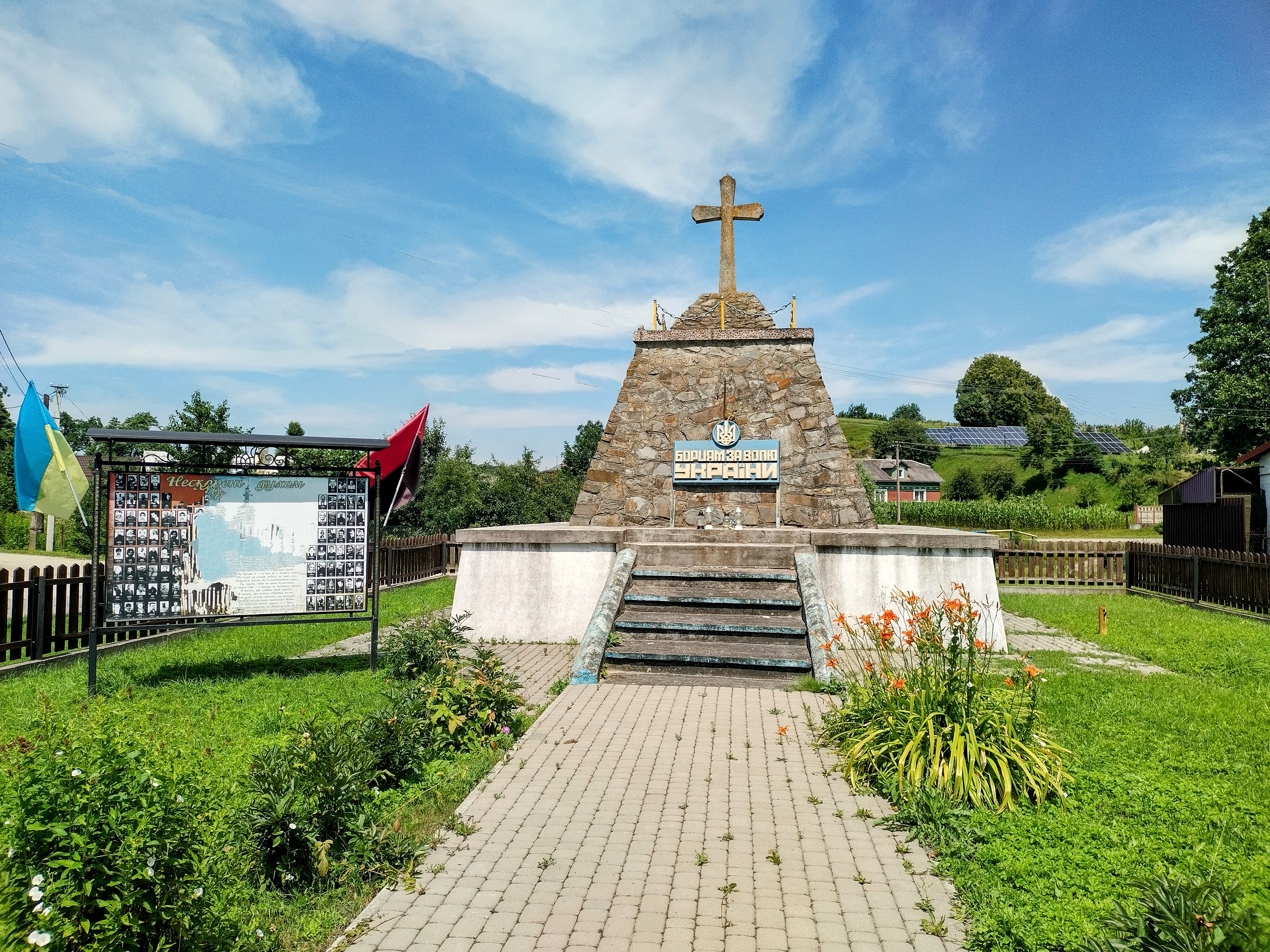
Меморіал "Борцям за волю України"